# Scharendijke
Scharendijke (51° 44′ N, 3° 51′ L) é uma cidade dos Países Baixos, na província de Zelândia. Scharendijke pertence ao município de Schouwen-Duiveland, e está situada a 24 km, a oeste de Hellevoetsluis.
Em 2001, a cidade de Scharendijke tinha 987 habitantes. A área urbana da cidade é de 0.33 km², e tem 440 residências.
A área de Scharendijke, que também inclui as partes periféricas da cidade, bem como a zona rural circundante, tem uma população estimada em 1370 habitantes.